# Łowicz (meteoryt)
Łowicz (inne nazwy: Lowick, Lowicz) – meteoryt żelazno-kamienny typu mezosyderyt, który spadł na południe od Łowicza w postaci deszczu meteorytowego w nocy z 11 na 12 marca 1935 roku. Fragmenty meteorytu Łowicz znajdują się obecnie w zbiorach Muzeum Ziemi PAN, Muzeum Geologicznego Uniwersytetu Jagiellońskiego oraz obserwatoriach astronomicznych Uniwersytetu Jagiellońskiego i Uniwersytetu Warszawskiego. Największy meteoryt o wadze blisko 10 kg znaleziono w okolicach wsi Krępa, mniejsze znajdowano we wsiach: Reczyce, Wrzeczko, Seligów.